# Rineloricaria giua
Rineloricaria giua — вид сомоподібних риб з родини лорікарієвих. Описаний у 2024 році. Ендемік Колумбії.

## Назва
Вид названо на честь Grupo de Ictiología Університету Антіокії (акронім GIUA).

## Поширення
Вид поширений у трансандському регіоні Колумбії. Мешкає у басейні річок Магдалена та Ранчерія.